# ایفیگنیا
ایفیگنیا (به یونانی: φιγένεια) یا ایفیژِنی (به فرانسوی: Iphigénie)، دختر بزرگ آگاممنون و کلوتایمنسترا.
در آغاز جنگ تروا، زمانی که آگاممنون به اولیس رسید، آرتمیس به خاطر ناسپاسی‌اش طوفانی برانگیخت تا مانع عزیمت او شود. آگاممنون خواست تا ایفیگنیا را برای فرونشاندن خشم آرتمیس قربانی کند. اما آرتمیس گوزنی را به جای او به محراب فرستاد و ایفیگنیا را کاهن معبد خود در تورید (tauride کریمۀ کنونی) ساخت.